# Stenotrophomonas acidaminiphila
Stenotrophomonas acidaminiphila é uma bactéria é estritamente  aeróbia, Gram-positiva, mesófila, não-esporosa e móvel do gênero Stenotrophomonas que foi isolada de águas residuais industriais no México.
A bactéria pode degradar hidrocarbonetos aromáticos policíclicos.
É identificada por PCR (polimerase chain reaction) e comparada a um banco de dados.

## Leitura complementar
- Huang, Yao-Ting; Chen, Jia-Min; Ho, Bing-Ching; Wu, Zong-Yen; Kuo, Rita C.; Liu, Po-Yu (17 de maio de 2018). «Genome Sequencing and Comparative Analysis of Stenotrophomonas acidaminiphila Reveal Evolutionary Insights Into Sulfamethoxazole Resistance». Frontiers in Microbiology. 9. doi:10.3389/fmicb.2018.01013
- Uniyal, Shivani; Paliwal, Rashmi; Sharma, R. K.; Rai, J. P. N. (8 de fevereiro de 2016). «Degradation of fipronil by Stenotrophomonas acidaminiphila isolated from rhizospheric soil of Zea mays». 3 Biotech. 6 (1). doi:10.1007/s13205-015-0354-x
- Yang, Fei; Zhou, Yuanlong; Yin, Lihong; Zhu, Guangcan; Liang, Geyu; Pu, Yuepu; Neilan, Brett (9 de janeiro de 2014). «Microcystin-Degrading Activity of an Indigenous Bacterial Strain Stenotrophomonas acidaminiphila MC-LTH2 Isolated from Lake Taihu». PLOS One. 9 (1): e86216. doi:10.1371/journal.pone.0086216
- Lichtfouse, Eric; Schwarzbauer, Jan; Robert, Didier (2015). Pollutants in Buildings, Water and Living Organisms (em inglês). [S.l.]: Springer. ISBN 9783319192765